# Сан-Ценоне-аль-Ламбро
Сан-Ценоне-аль-Ламбро (італ. San Zenone al Lambro) — муніципалітет в Італії, у регіоні Ломбардія,  метрополійне місто Мілан.
Сан-Ценоне-аль-Ламбро розташований на відстані близько 460 км на північний захід від Рима, 21 км на південний схід від Мілана.
Населення — 4335 осіб (2014).
Покровитель — святий Зенон.

## Демографія
Населення за роками:

Станом на 1 січня 2023 року в муніципалітеті офіційно проживав 451 іноземець з 46 країн, серед них 156 громадян країн Євросоюзу та 31 громадянин України.

## Сусідні муніципалітети
- Казалетто-Лодіджано
- Черро-аль-Ламбро
- Лоді-Веккіо
- Салерано-суль-Ламбро
- Сордіо
- Таваццано-кон-Віллавеско
- Віццоло-Предабіссі